# Fokker 70
A Fokker 70 egy kéthajtóműves sugárhajtású regionális utasszállító repülőgép. A Fokker 100-as rövidebb törzsű változata. A Malév flottájában öt darab F70-est üzemeltetett.

## Fejlesztések
A hollandiai Fokker vállalat 1992 novemberében azzal a céllal kezdett hozzá a tervezéshez, hogy kifejlesszen   egy olyan repülőgépet, ami felválthatja a kiöregedő Fokker F28 repülőgépeket. A cél egy modernebb és hatékonyabb repülőgép létrehozása volt. A Fokker 70 első repülésére április 4-én került sor. A sorozatgyártás 1993. április 4-én indult és már 1994 júliusában szolgálatba álltak az utasforgalomban az első példányok. Az első példányt 1994. október 14-én adták át a Ford Motor Company részére (egy Executive Jet kiépítettségű gépet).

## Fontosabb üzemeltetők
- Austrian Arrows (9 db)
- KLM Cityhopper (21 db)
- Malév Hungarian Airlines (5 db) 2009-ben mind az öt darabot eladták
- Regional Airlines (5 db)